# سفارة جمهورية الكونغو في واشنطن العاصمة
سفارة جمهورية الكونغو في واشنطن العاصمة هي البعثة الدبلوماسية لجمهورية الكونغو لدى الولايات المتحدة. وتقع في قصر توتورسكي التاريخي، والذي يقع في العنوان 1720 16th Street NW في حي دائرة دوبونت في واشنطن العاصمة.
السفير سيرج مومبولي .

## أنظر أيضا
- العلاقات بين جمهورية الكونغو والولايات المتحدة

## روابط خارجية
- website